# Guilherme Finkler
Guilherme Ozelame Finkler (Caxias do Sul, 24 settembre 1985) è un ex calciatore brasiliano, di ruolo centrocampista.

## Palmarès

### Club

#### Competizioni nazionali
- Campionato australiano: 1

Melbourne Victory: 2014-2015
- FFA Cup: 1

Melbourne Victory: 2015
- Campionato lituano: 1

Suduva: 2018
- Supercoppa di Lituania: 2

Suduva: 2018, 2019